# 수선장갑대

흔한 전함 장갑 요소의 다이어그램, 장갑수선대 (A)는 수선에서 외부로, (B)는 주 갑판에 있는 것, (C)는 경사 갑판장갑, (D)는 어뢰격벽이다.

수선장갑대(Belt armor)은 전함 등의 외부 덮개 내부 또는 위에 덮대는 두꺼운 금속 장갑이다. 일반적으로 전함뿐만 아니라 순양전함, 순양함, 항공모함의 측면을 보호하기 위해 덧대는 장갑이다.
수선장갑대는 발사체가 군함의 심장에 침투하지 못하도록 설계되었다. 포탄 또는 수중 어뢰에 맞았을 때, 수선장갑대는 얇은 두께와 강도로 충격과 폭발을 흡수한다. 그렇지 않으면 경사를 사용하여 발사체와 폭발을 아래쪽으로 방향을 바꾼다.
일반적으로 주 수선장갑대는 주갑판에서부터 수선 약간 아래 거리까지 전함을 덮는다. 외부 선체를 형성하는 대신 수선장갑대가 선체 내부에 내장된 경우 위에서 설명한 바와 같이 향상된 보호를 위해 경사진 각도로 설치된다.

## 같이 보기
- 방호순양함
- 장갑순양함